# Liaohepo
Liaohepo (kinesiska: 潦河坡, 潦河坡乡) är en socken i Kina. Den ligger i provinsen Henan, i den centrala delen av landet, omkring 210 kilometer sydväst om provinshuvudstaden Zhengzhou. Liaohepo ligger vid sjön Damoshiyan Shuiku.
Genomsnittlig årsnederbörd är 886 millimeter. Den regnigaste månaden är september, med i genomsnitt 152 mm nederbörd, och den torraste är januari, med 5 mm nederbörd.